# Euchrysops crawshayi
Euchrysops crawshayi är en fjärilsart som beskrevs av Butler 1899. Euchrysops crawshayi ingår i släktet Euchrysops och familjen juvelvingar. Inga underarter finns listade i Catalogue of Life.